# メヌード (メキシコ料理)
メヌード（Menudo）は、メキシコの伝統的なスープで、牛の胃(トライプ) の入った赤いスープである。
この料理はパンシータ( pancita、「小さな胃（または腸）」という意味) やモル・デ・パンザ(mole de panza、「胃のソース」という意味) としても知られ、唐辛子をベースとしたスープにホミニー、ライム、タマネギ、オレガノが使われる。

## 文化的意義
伝統的にメヌードの支度は家族総出で行われ、結婚披露宴の後に双方の家族にメヌードがふるまわれるなど、社交のツールとしてよく用いられている。また、また、二日酔いに効くともされており、アメリカでも同様である 。
メヌードの準備には時間がかかり、特にトライプの準備には何時間もかかる。付け合わせとしてサルサ、みじん切りの玉ねぎ、チリ、コリアンダー、ライムジュースなどが用いられる。
アメリカ労働進歩局の文書によると、1930年代に、アリゾナ州に移住してきた労働者の間で、出産やクリスマスなどのお祝いとしてメヌード パーティーが定期的に開催されていた 。

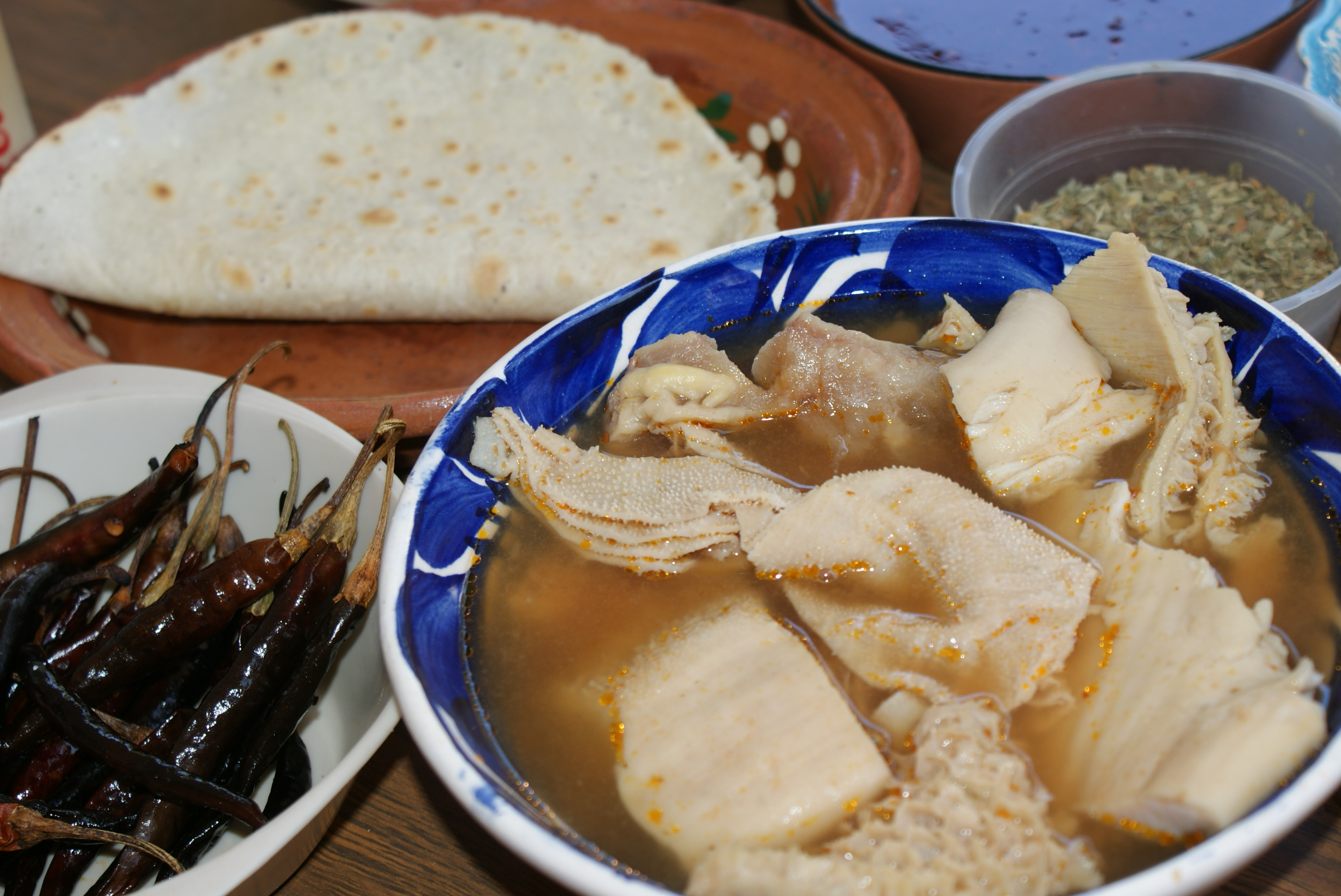
メヌード・ブランコ

## メキシコ国外におけるメヌード

### アメリカ合衆国

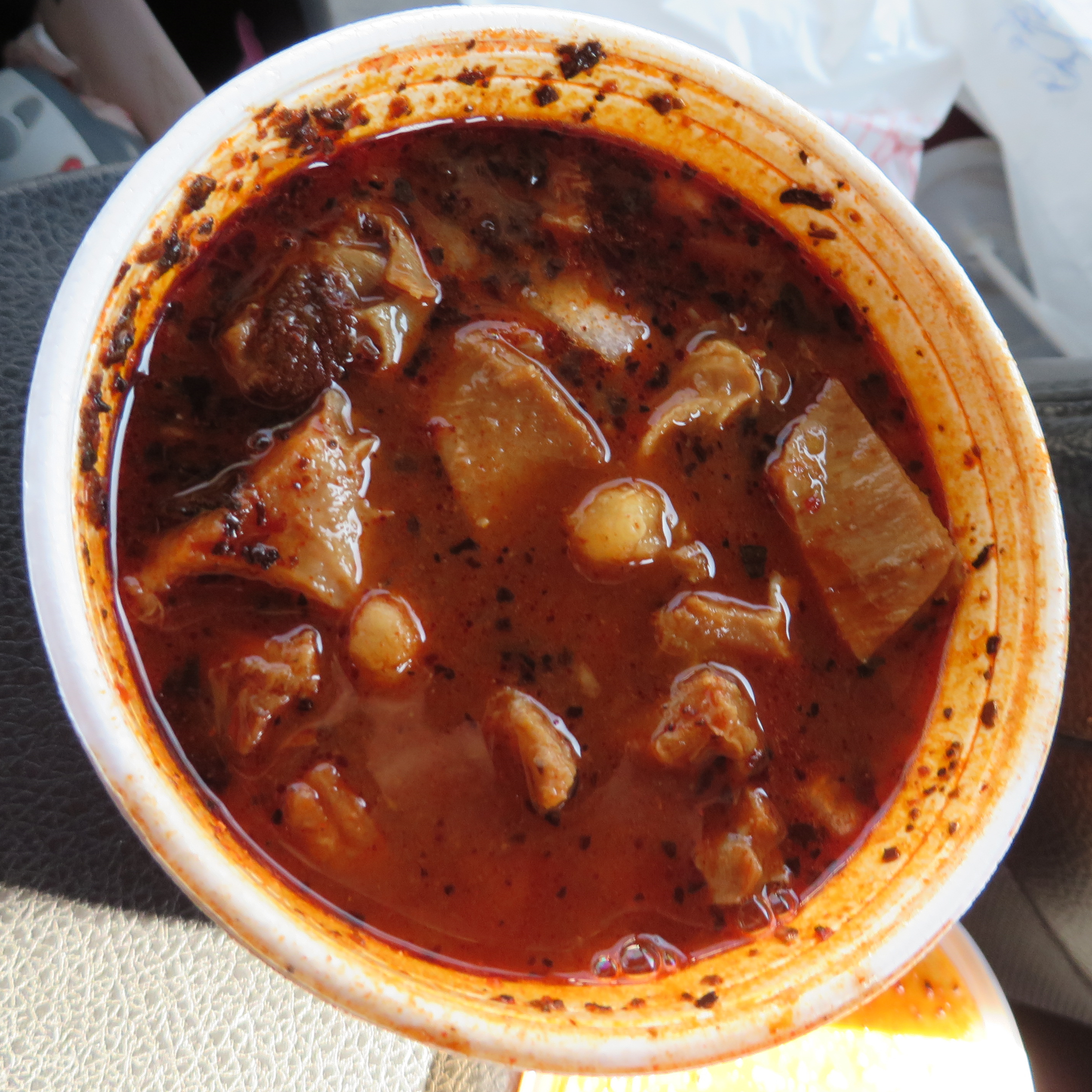
メヌード。ヒューストンにて2013年に撮影

アメリカ合衆国では、20 世紀半ば以降、出来合いのメヌードは、国際色の強い地域の食料品店やレストラン、およびメキシコ人が多い地域で流通している。レストランでは土日限定メニューとして出されていることが多い メヌードの缶詰もある。
カリフォルニア州サンタマリアでは、毎年メヌード フェスティバルが開催されている。 2009 年には 2,000 人以上が参加し、13 のレストランが 3 つの部門で賞を競った。このフェスティバルは、北サンタバーバラ郡の全米ラテン系平和担当者協会によって組織され、集められたお金は地元の学生への奨学金として使われる。
テキサス州ラレドでは1996 年から毎年「メヌード ボウル」というコンテストが開催されており、 2019年には30チーム以上が参加した。このイベントは 公務員、法執行機関、メディアの代表者、コミュニティのメンバーで構成されるラレド・クライム・ストッパーズ（Laredo Crime Stoppers）が主催している。このイベントには、米国とメキシコの国境付近の地域から双方の国の者たちが参加している 。

### アジア
渋谷ストリームにあるメキシコ料理店「墨国回転鶏酒場」など、メキシコ料理店において提供されることが多いが、タコスやブリトーに比べ知名度は低い。

## ギャラリー

Menudo variations
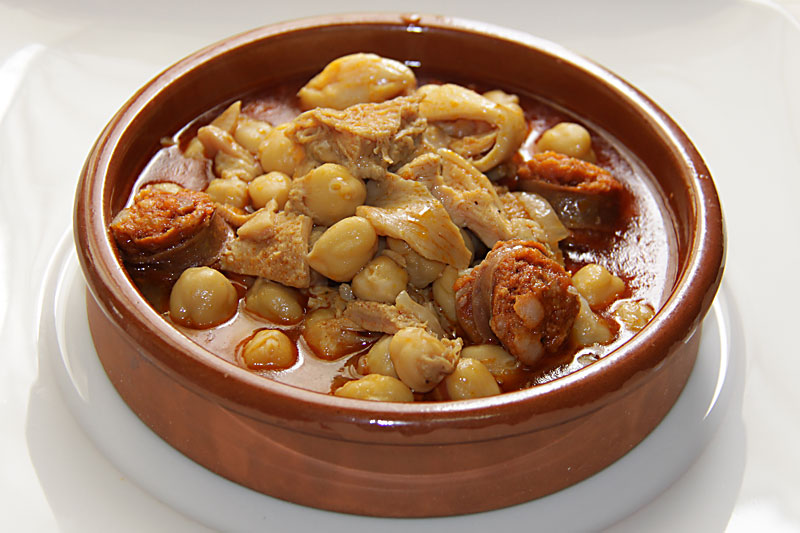
ひよこ豆とチョリソー入りのメヌード
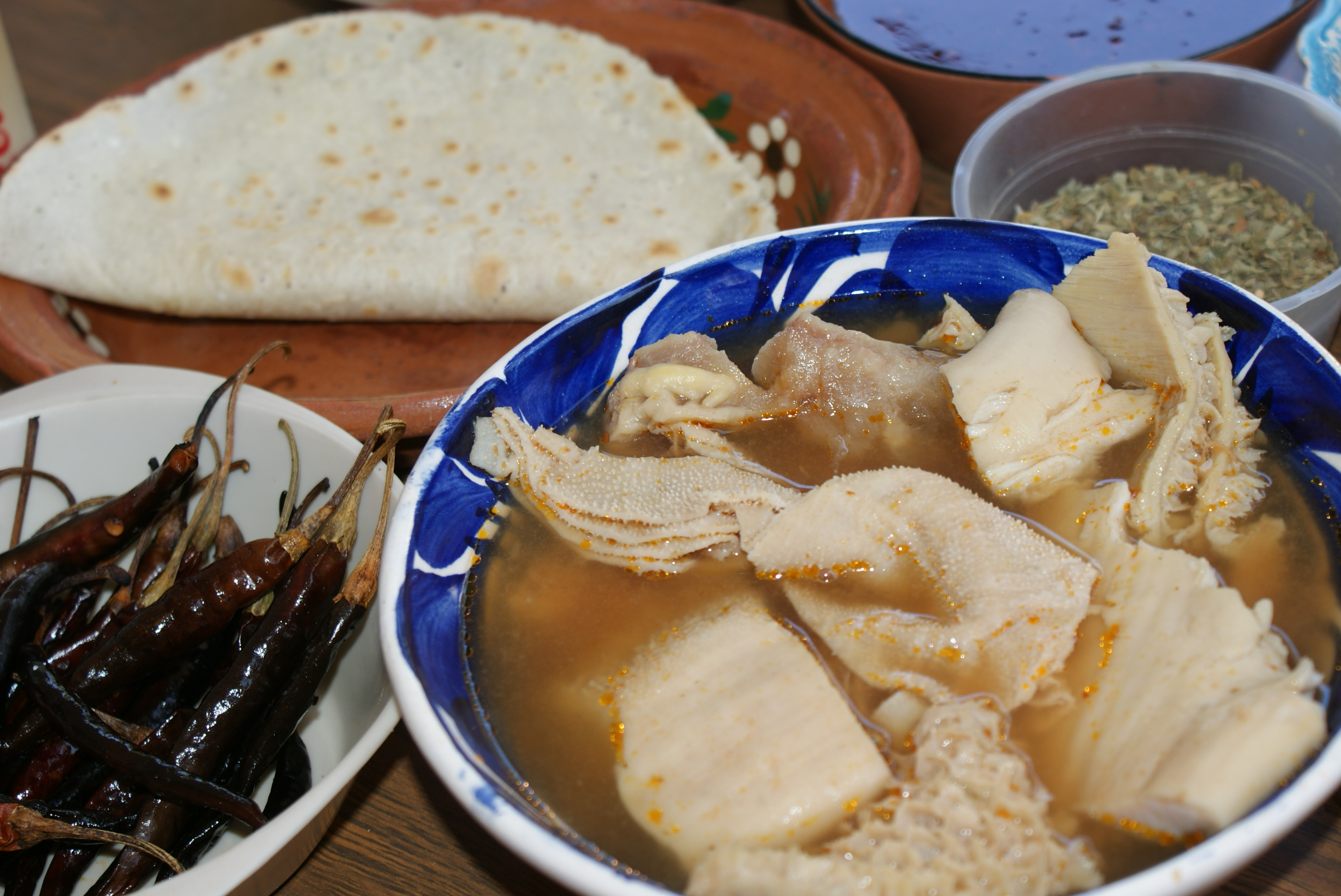
メヌード・ブランコ
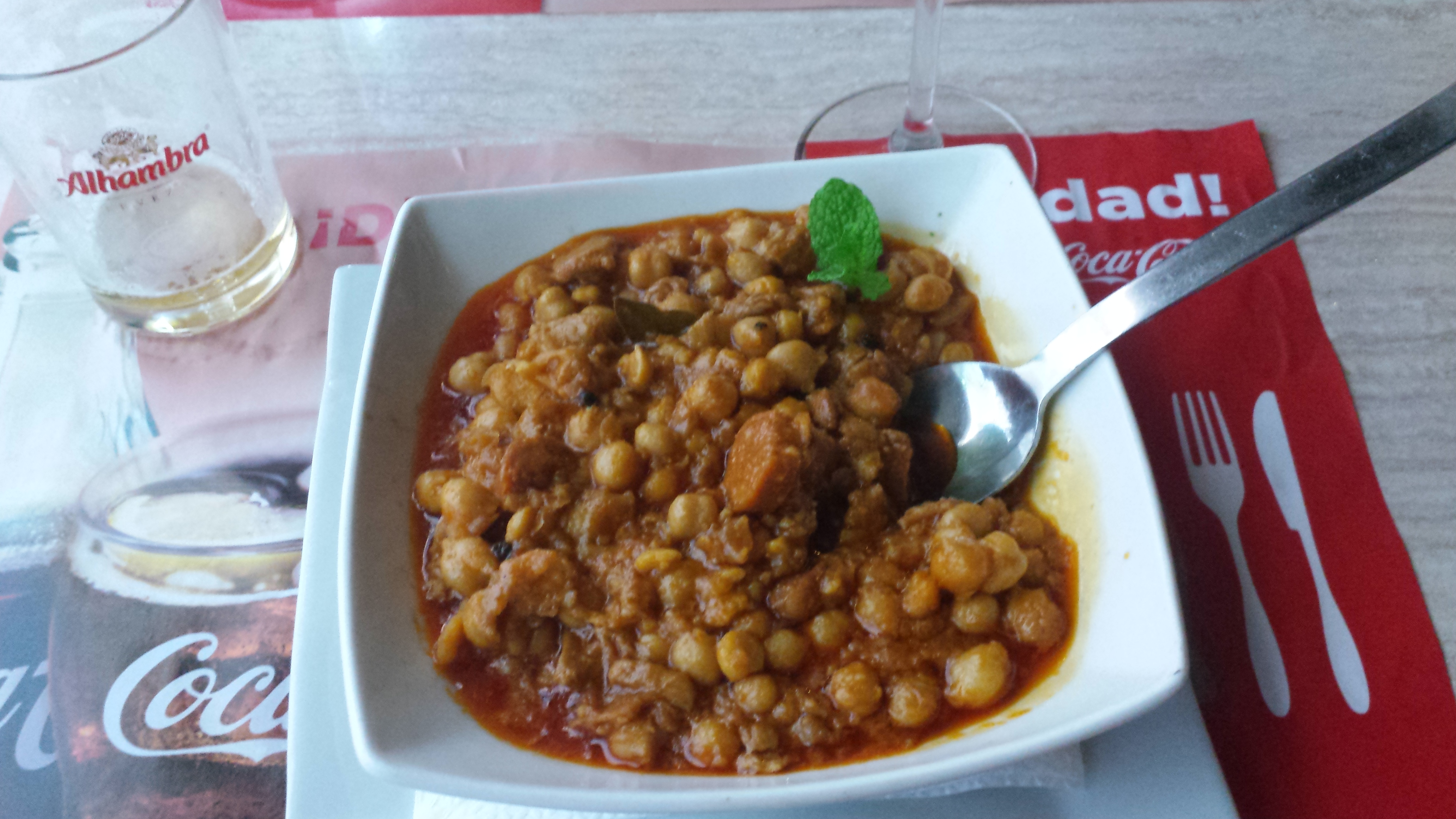
メヌード・エン・カディス
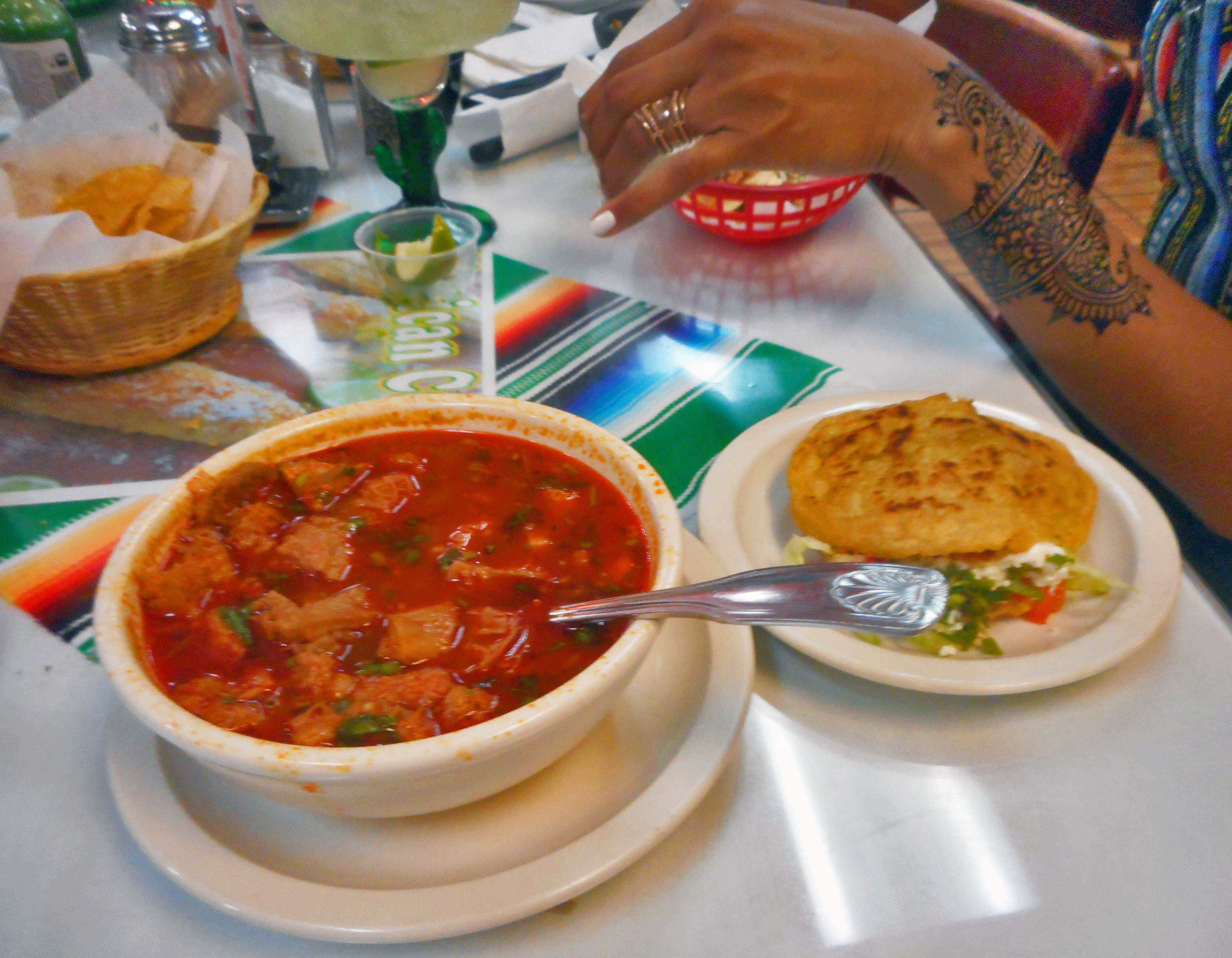
モンドンゴ (メヌード) スープとゴルディータ
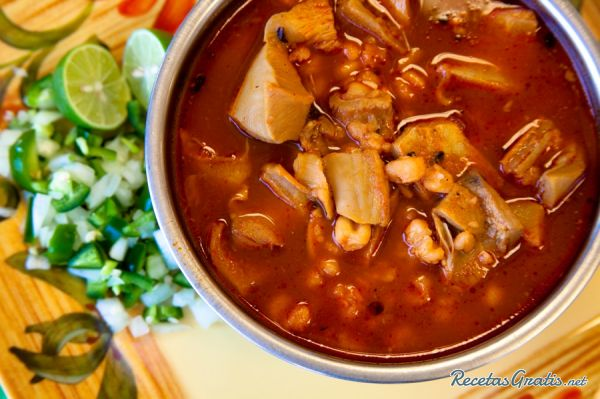
メヌード・ロホ（赤メヌード）